# Керкіні
Керкіні (грец. Κερκίνη) — штучне озеро, яке було створено в 1932 році, а потім перероблене в 1980 році, на місці, що були раніше надзвичайно великі болота. Стара назва озера є Бутковське озеро (болг. Бутковско Езеро)
Озеро Керкіні зараз є однією з найкращих пташиних місцевостей у Греції, оскільки тут мешкає не менше 300 видів птахів, два з яких, пелікан кучерявий (Pelecanus crispus) і баклан малий (Phalacrocorax pygmaeus) зараз перебувають під загрозою вимирання. Таке різномаїття зумовлене географією озера, адже воно розташовується на міграційному шляху птахів, що прямують до Егейського моря, Балканського регіону, Чорного моря, Угорських степів.